# Jan Hendrik Plantenga
Jan Hendrik (Jan) Plantenga (Rotterdam, 15 januari 1891 – Wassenaar, 31 oktober 1942) was een Nederlands bouwkundige, architect, en directeur van de Koninklijke Academie van Beeldende Kunsten in Den Haag.

## Levensloop

### Jeugd, opleiding en eerste werkervaring
Plantenga werd geboren als zoon van Jan Hendrik Plantenga, koopman van beroep, en Nelly Zwartendijk. Na de H.B.S. in Den Haag, studeerde hij bouwkunde aan de Technische Hogeschool te Delft tot 1918. Later in 1925 promoveerde hij aldaar cum laude met het proefschrift "Les initiateurs du style baroque dans le Brabant."
Na zijn afstuderen in 1918 begon Plantenga bij het Rijksbureau voor Monumentenzorg. Kort erop werd hij benoemd tot architect bij de Rijksgebouwendienst. Hier werkte hij onder andere aan de inpandige verbouwing van de gebouwen van de Tweede Kamer en van de Raad van State. In deze tijd begon hij ook als docent architectuur aan de Koninklijke Academie van Beeldende Kunsten in Den Haag, en als bouwkunde-assistent terug aan de TH Delft.

### Verdere carrière
In 1921 begon Plantenga als zelfstandig architect in Den Haag, waar hij vooral landhuizen ontwierp. Samen met Gijsbert Friedhoff maakte hij het winnende ontwerp voor het Oude raadhuis van Sliedrecht, waarvoor een prijsvraag was uitgeschreven. Van 1926 tot 1929 werkte hij als bouwkundig medewerker voor het  tijdschrift Bouwen.
In 1928 werd Plantenga aangesteld als directeur van de Koninklijke Academie van Beeldende Kunsten in Den Haag. Hier maakte hij samen met Jan Buijs en J.B. Lürsen het ontwierp voor het nieuwe academiegebouw, dat tussen 1933 en 1937 werd gerealiseerd. In het 1933-1934 was hij tevens directeur van het Museum van Kunstnijverheid in Den Haag.
Plantenga gaf zelf ook les in kunstgeschiedenis. Hij schreef artikelen over architectuurgeschiedenis in onder andere in het Elsevier Weekblad en tijdschriften als Oud-Holland, Heemschut en het Bouwkundige Weekblad. Ook was hij vanaf 1934 kunstredacteur bij De Gids. Voor zijn verdiensten was Plantenga benoemd tot Officier in de orde van Oranje Nassau.

## Gebouwen, een selectie

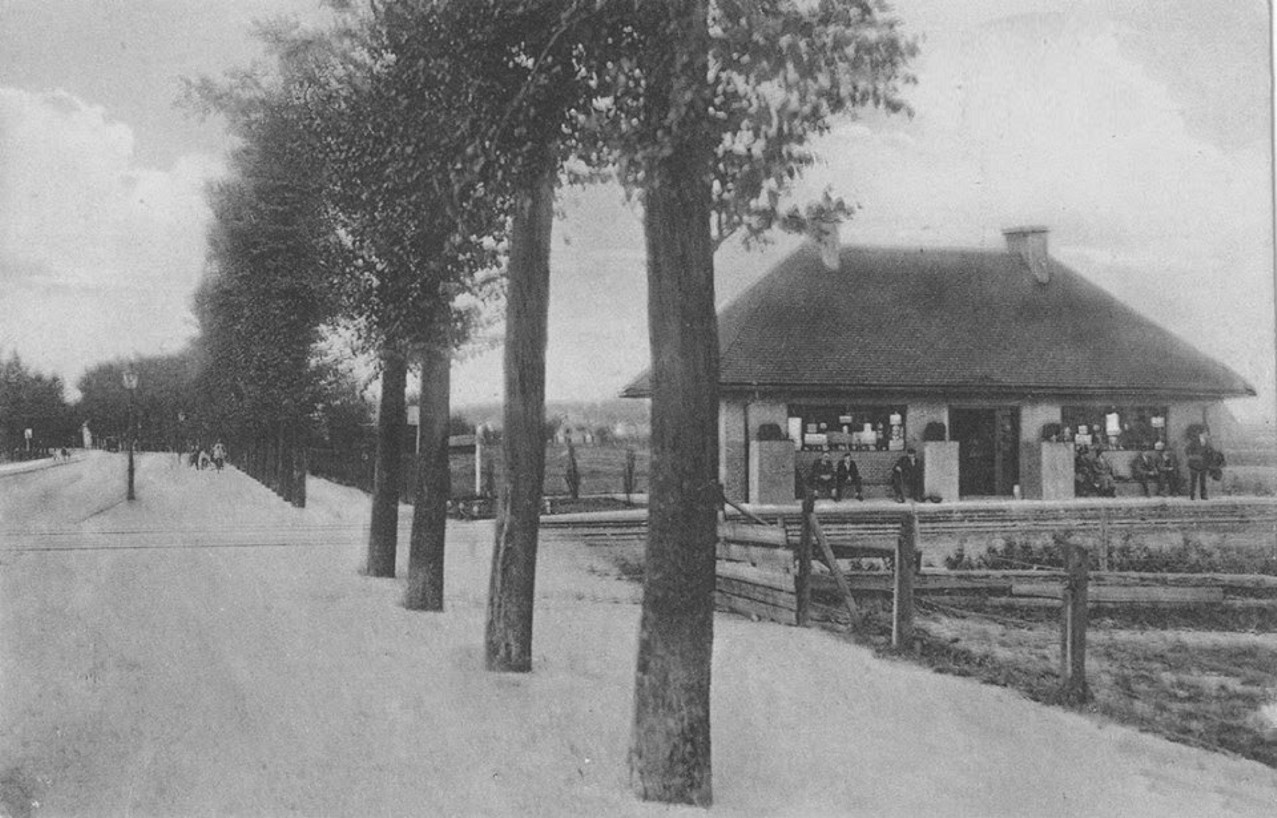
Station van Wassenaarse lijn aan Lange Kerkdam, 1926

- Oude raadhuis van Sliedrecht met Gijsbert Friedhoff, 1920.[4]
- Haltehuisje voor de tram te Wassenaar, 1923/24[5][4]
- Hulpsecretarie te Hoek van Holland, 1925[4]
- Landhuizen in het Park de Kieviet te Wassenaar en te Bergen (N.H.)[4]
- Groter landhuis te Rijksdorp (1925)[4]
- Landhuizen aan de Hertenlaan te Bergen (1928)[4]
- Koninklijke Academie van Beeldende Kunsten in Den Haag, begin jaren 1930

### Fotogalerij
Oude raadhuis van Sliedrecht

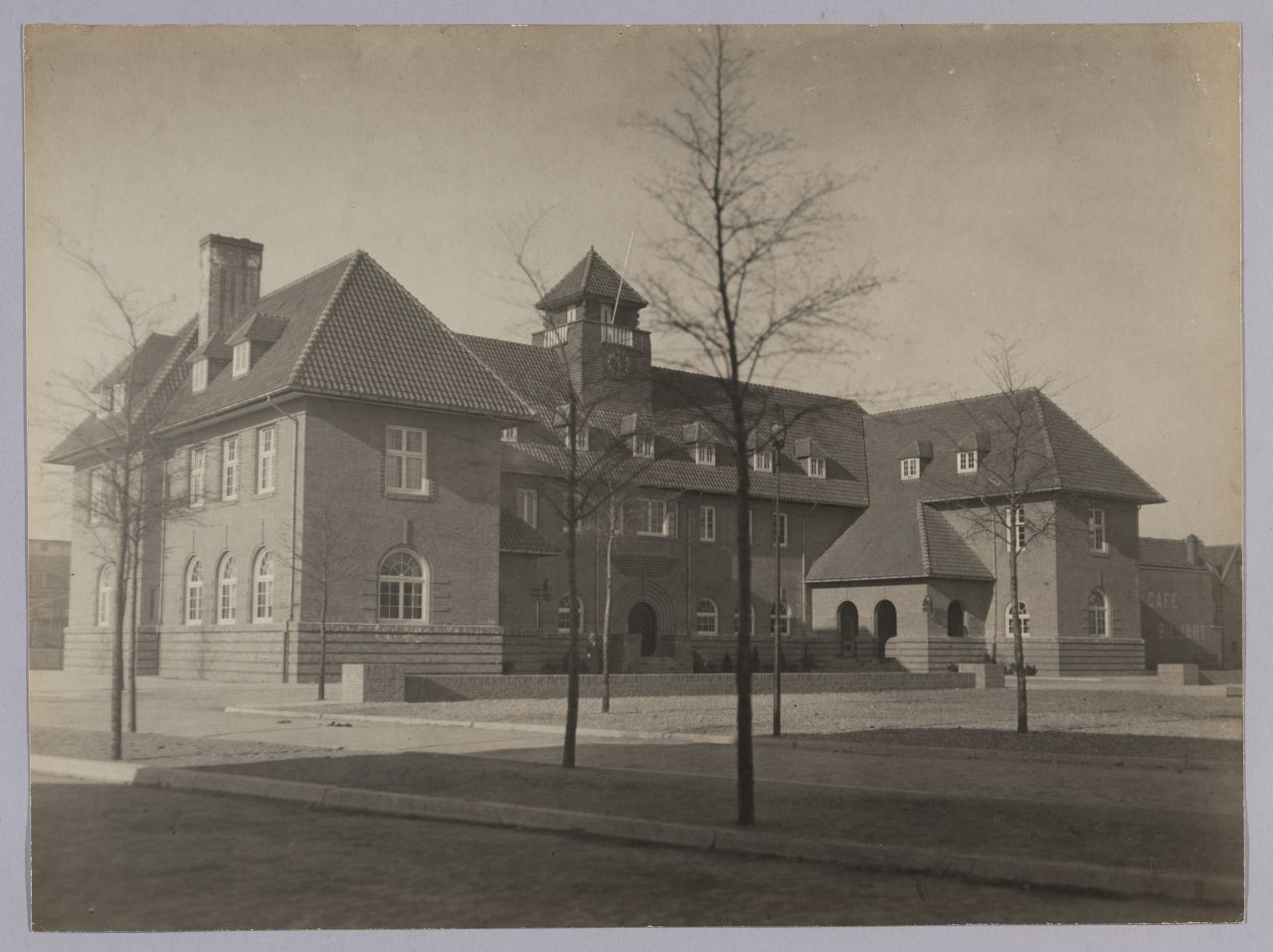
Voorzijde, voor 1950
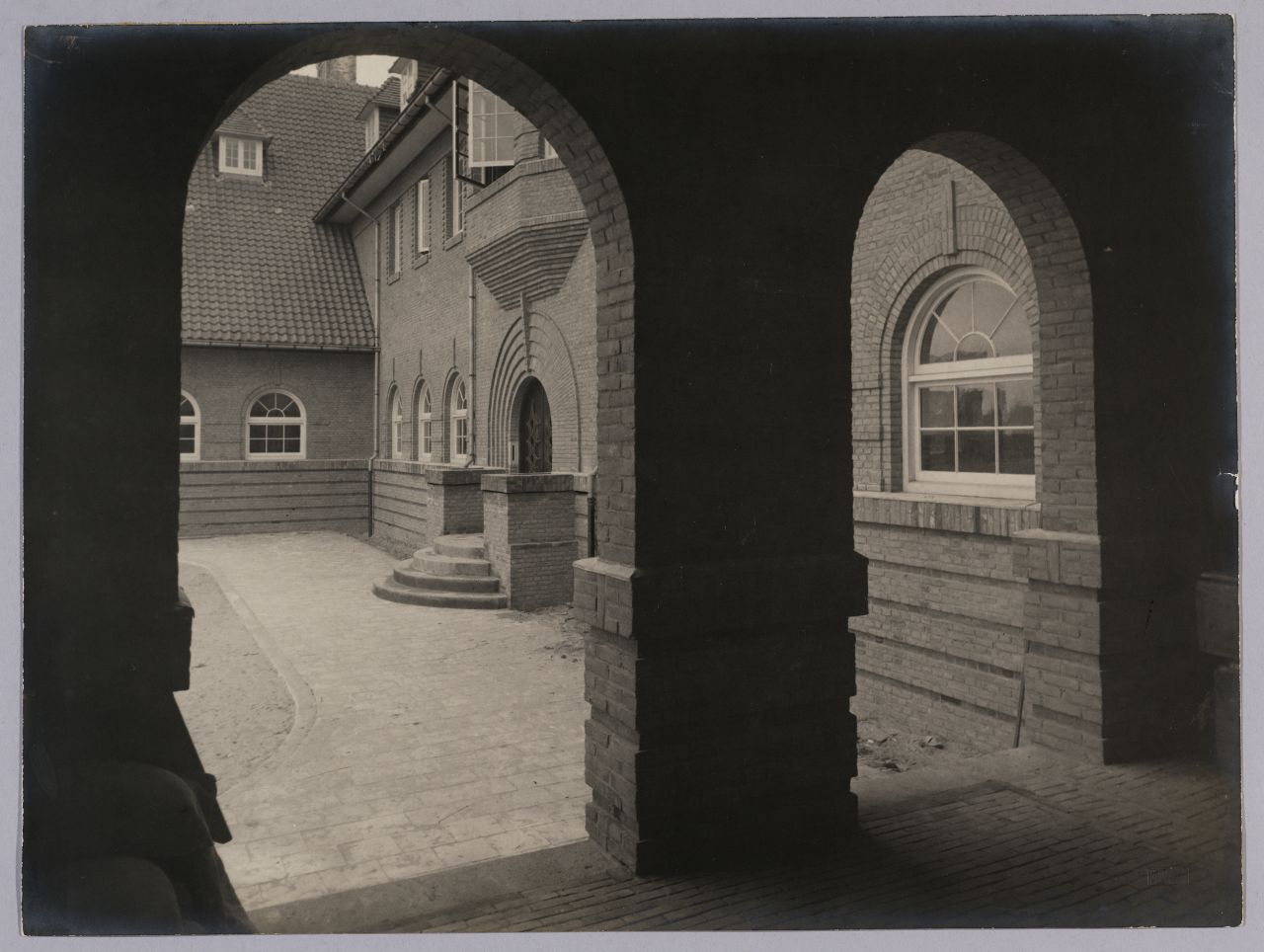
Zicht op entree, voor 1950
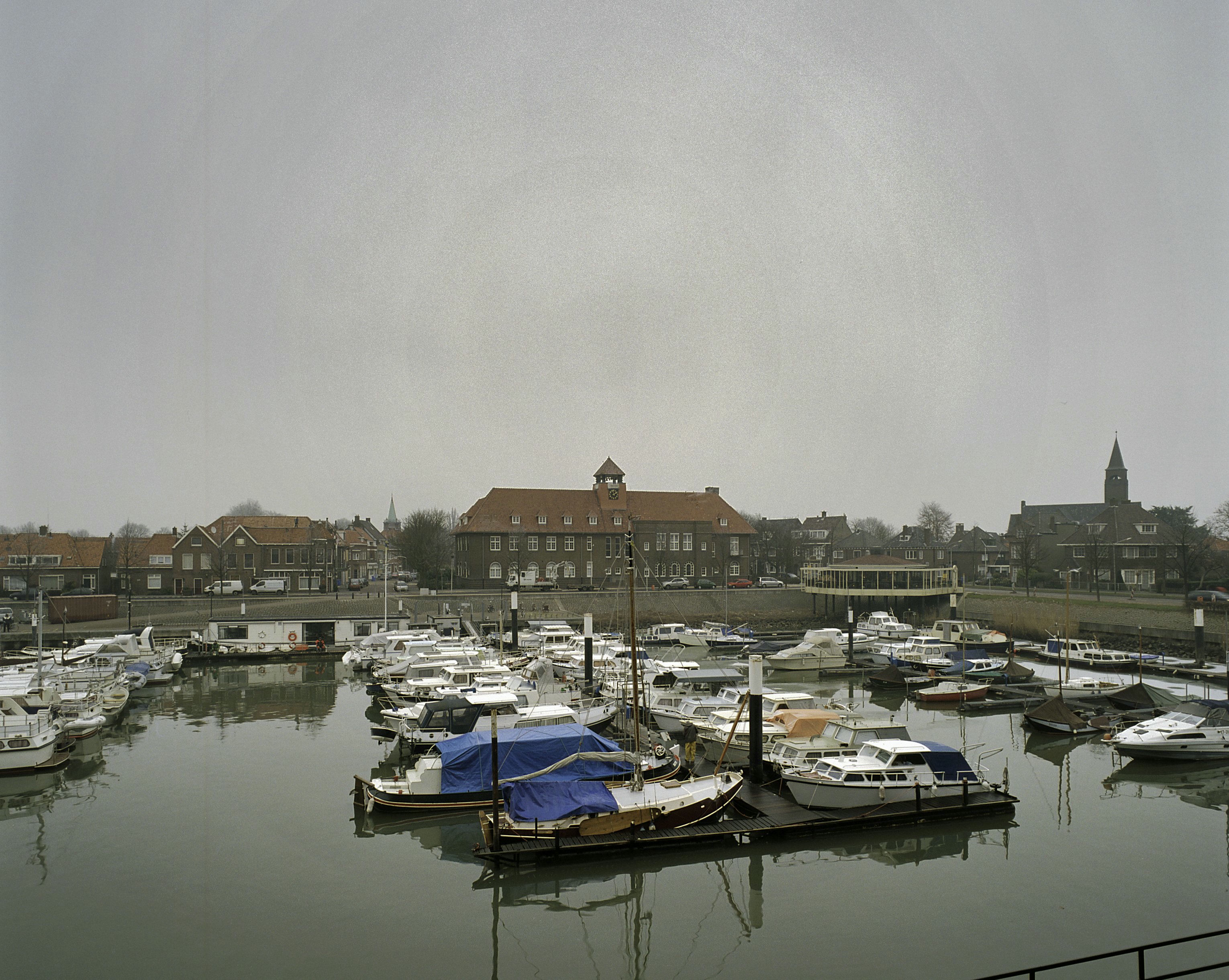
Gebouw in omgeving, 2006
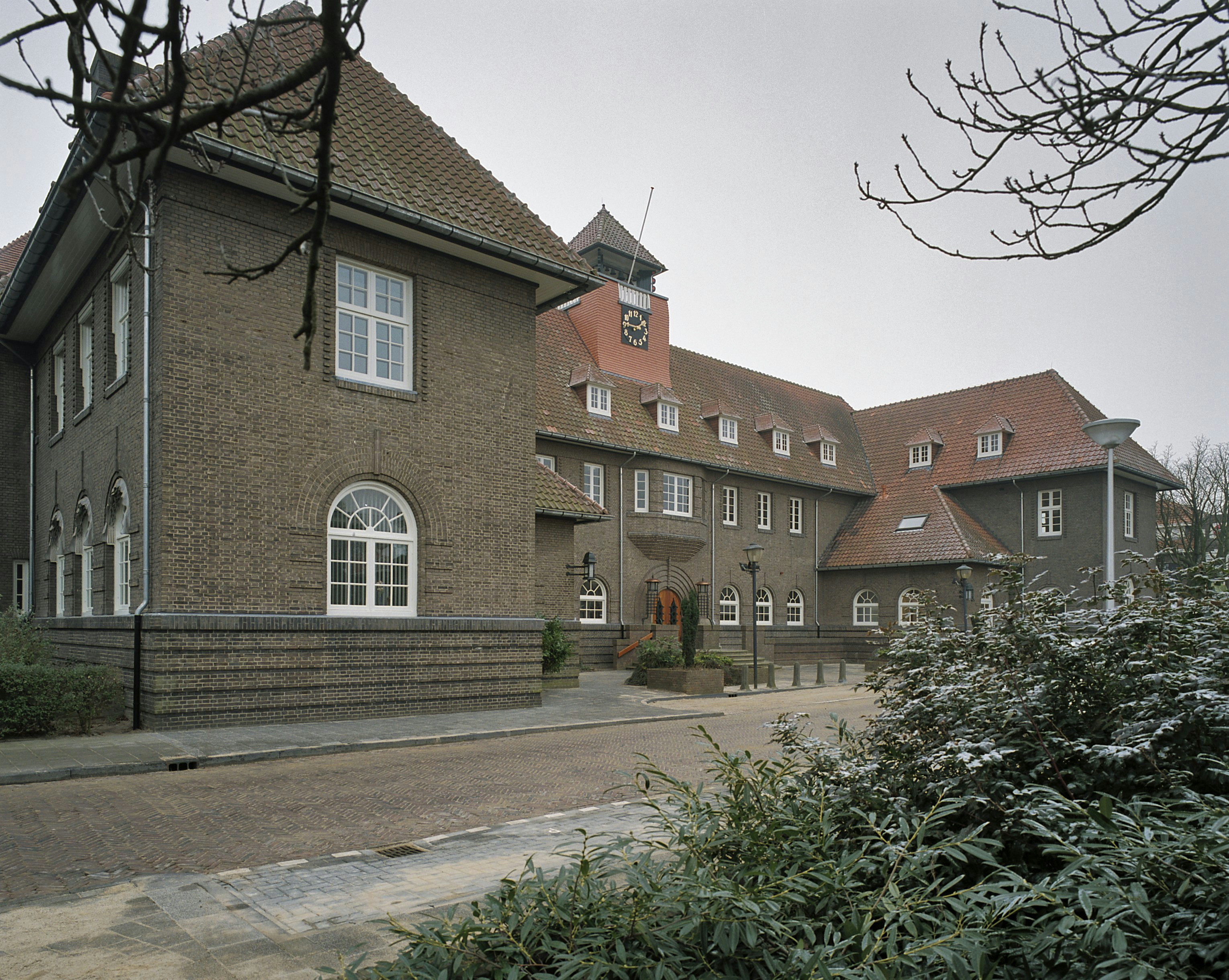
Linker voorgevel, 2006

Landhuizen in Wassenaar en Bergen

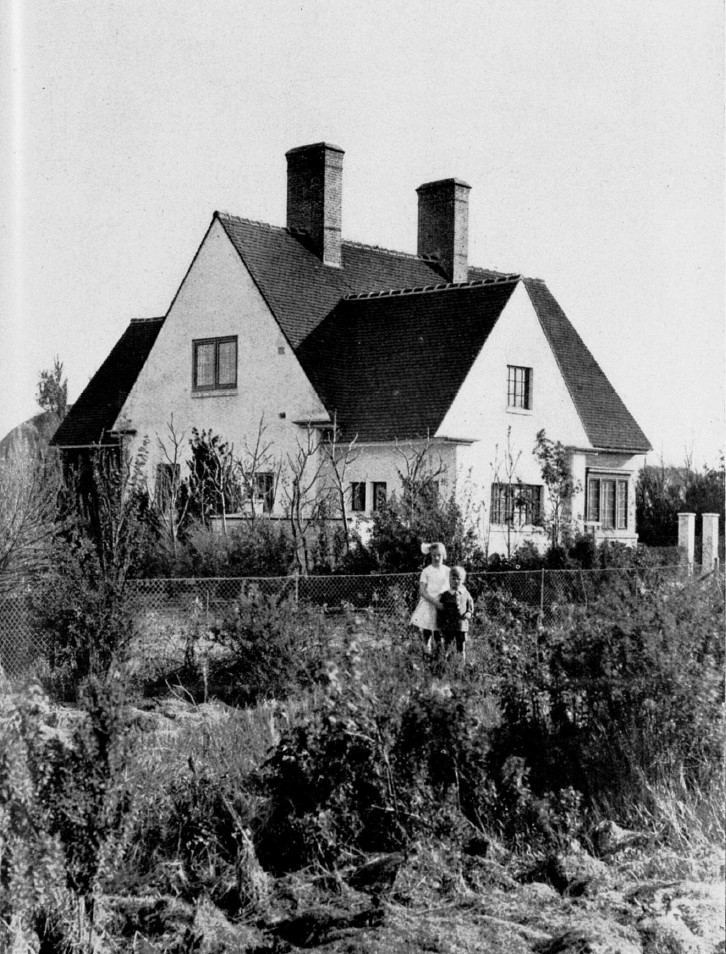
Landhuis te Wassenaar. 1929
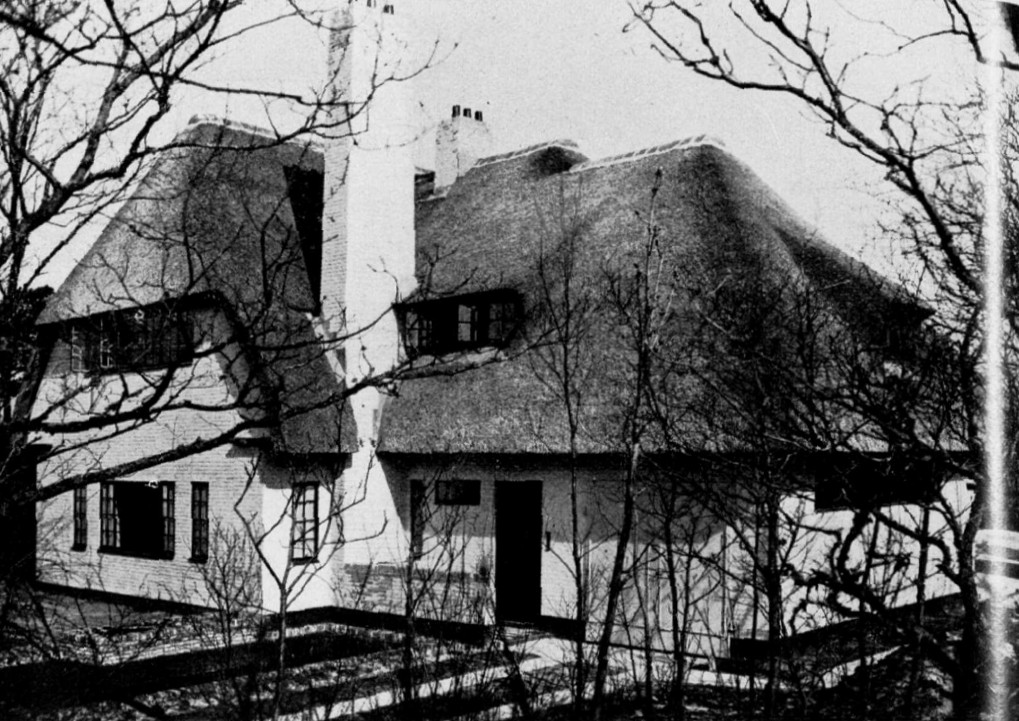
Landhuis te Bergen, 1929
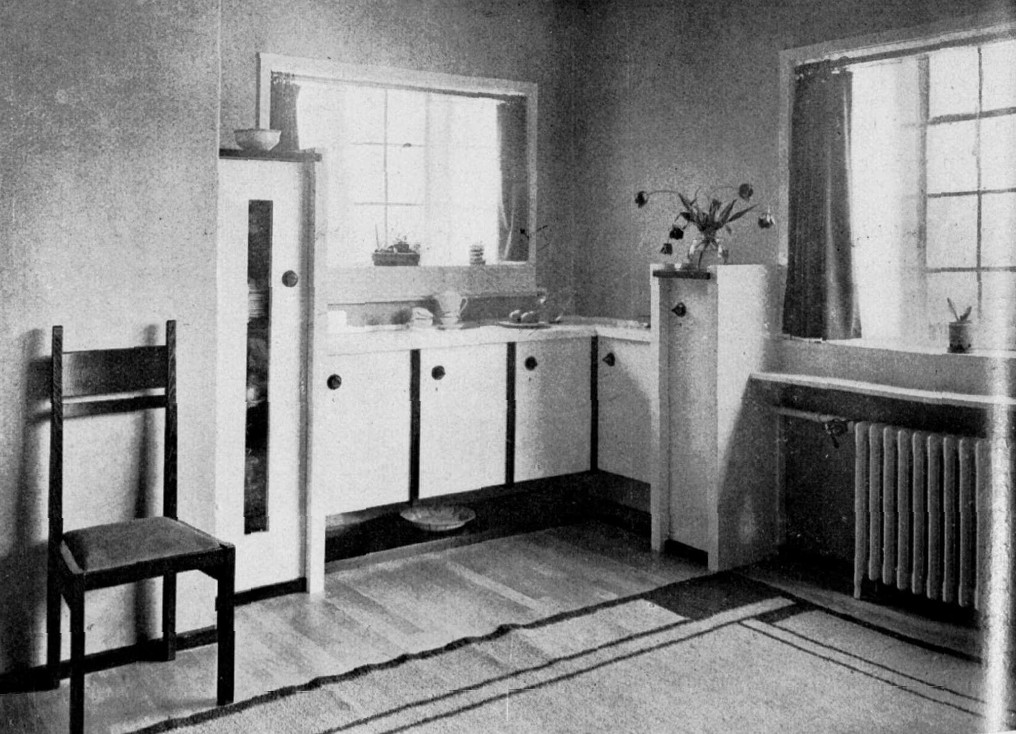
Landhuis te Bergen, keuken 1929
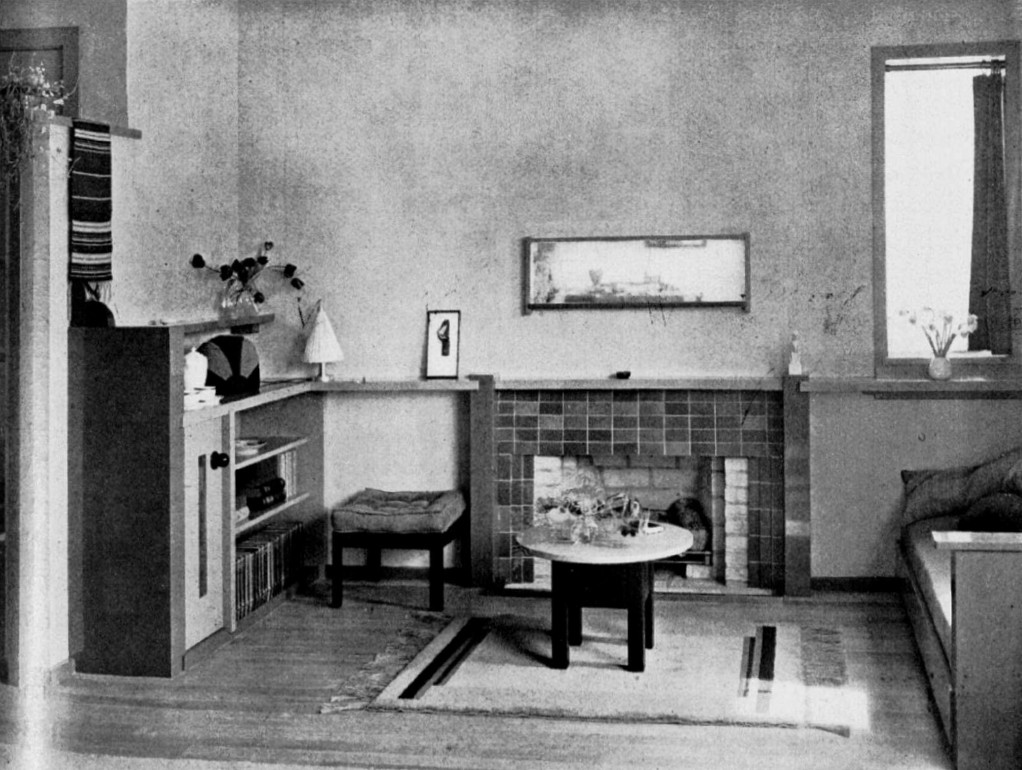
Landhuis te Bergen, woonkamer 1929

Koninklijke Academie van Beeldende Kunsten gebouw in Den Haag

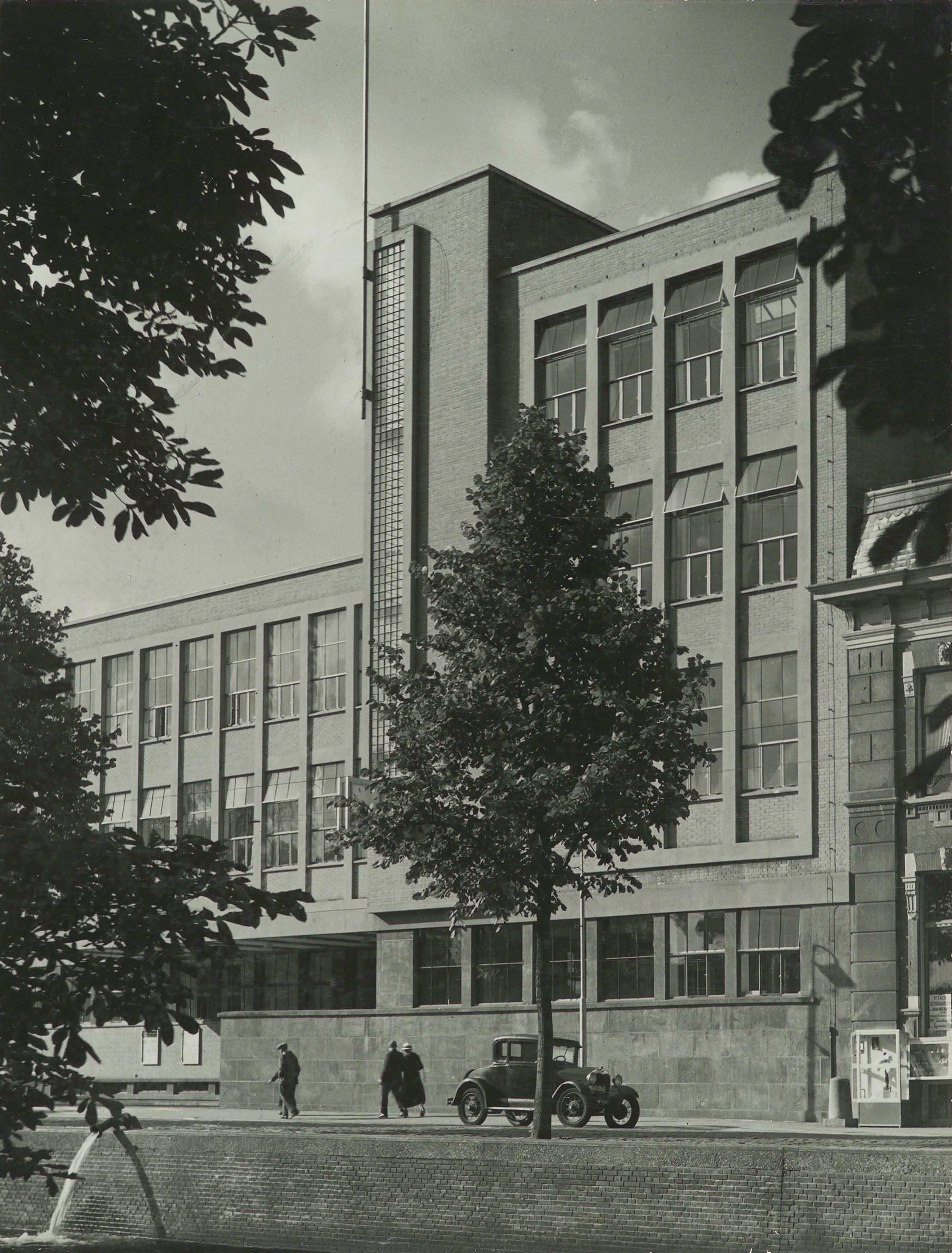
Voorgevel in jaren 1930
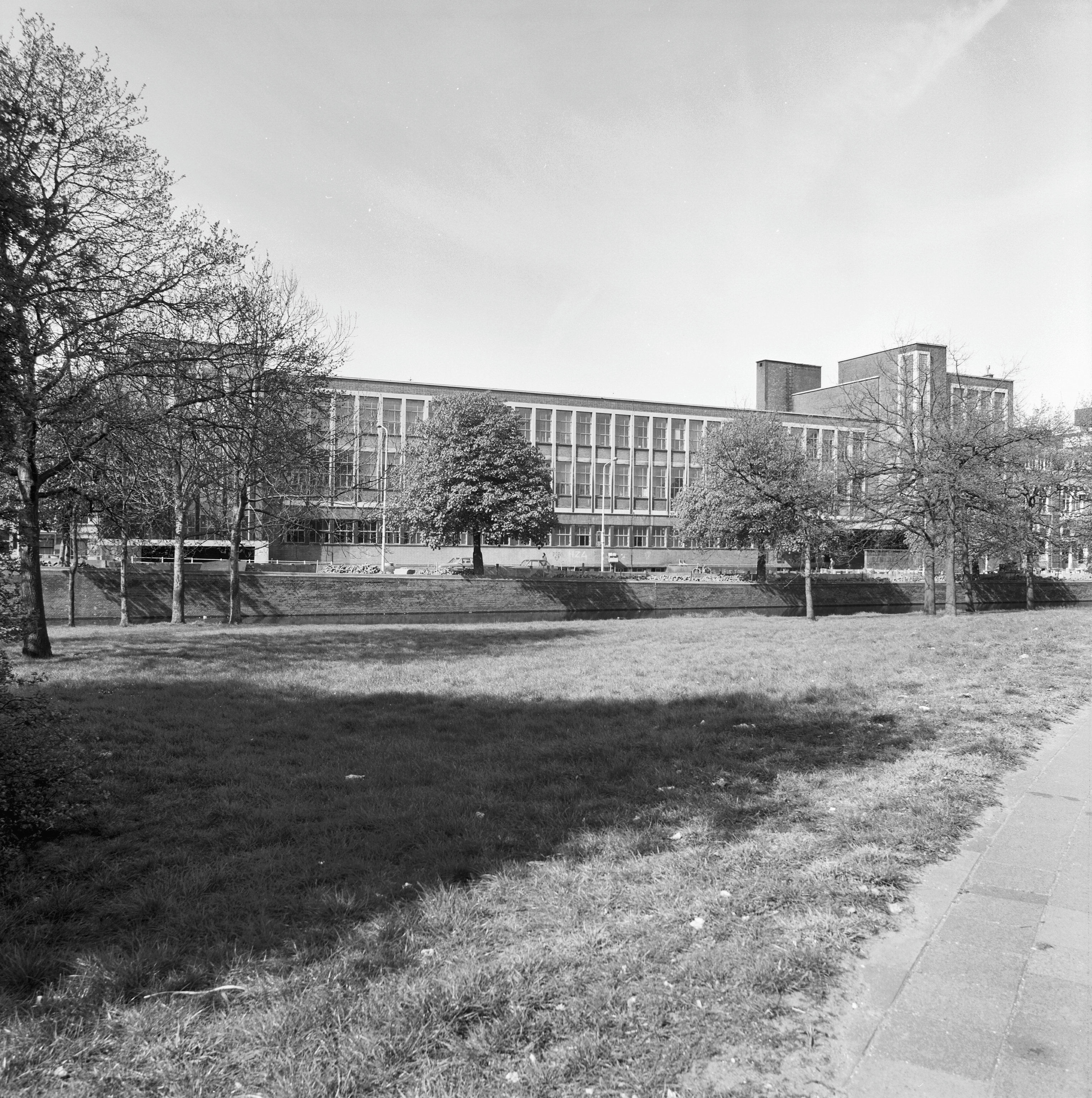
Vooraanzicht, 1981
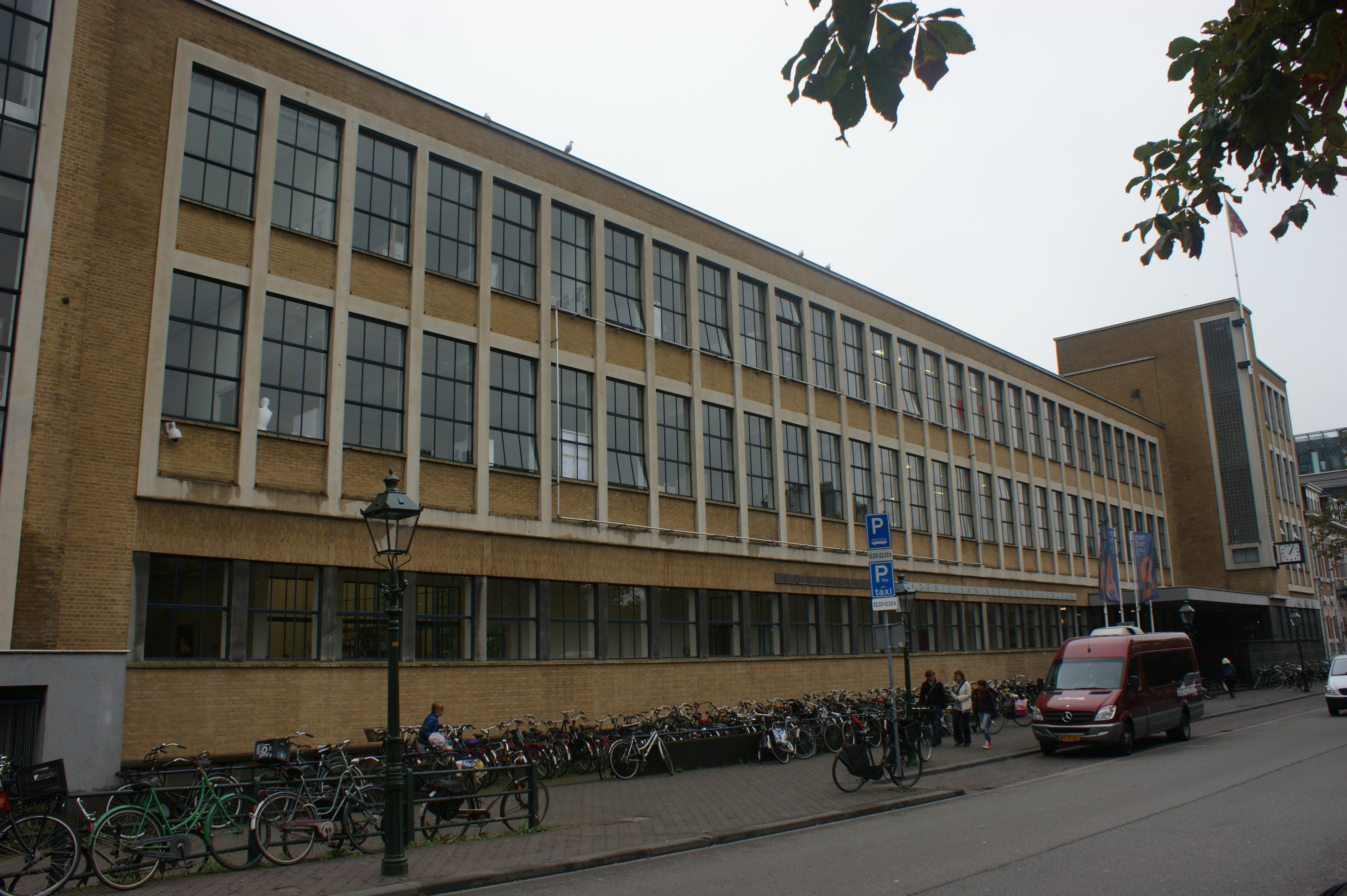
Voorgevel, 2010
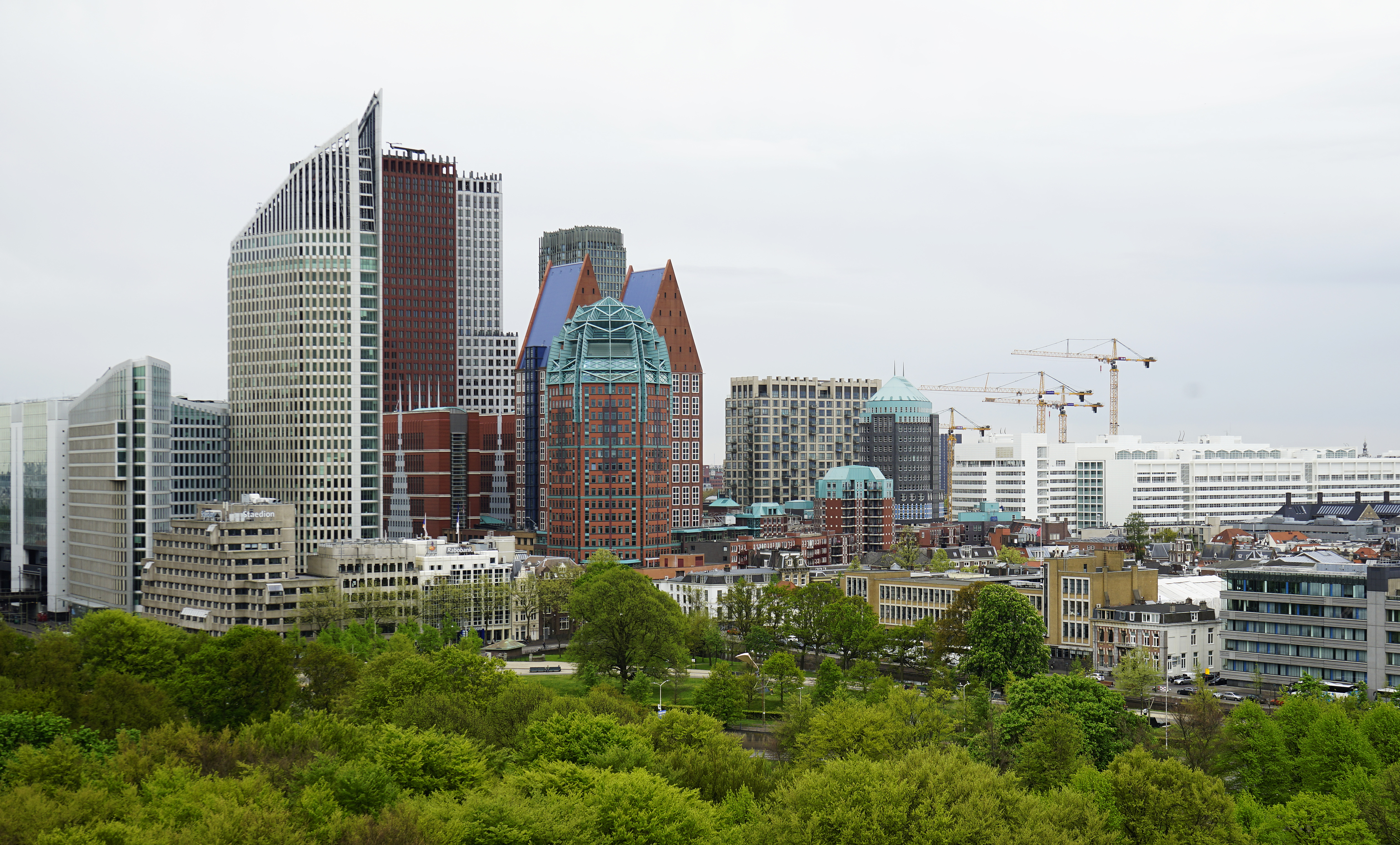
Gebouw in omgeving, vogelperspectief 2018

## Publicaties, een selectie
- Les initiateurs du style baroque dans le Brabant, proefschrift Hogere Technische School Delft, 1925.
- L'architecture religieuse dans l'ancien duché de Brabant depuis le règne des archiducs jusqu'au gouvernement Autrichien (1598-1713), Martinus Nijhoff, 1926.
- Verzamelde opstellen, [Amsterdam]: H.J. Paris, 1926.
- De Academie van 's-Gravenhage en haar plaats in de kunst van ons land : gedenkboek van de Academie van beeldende kunsten bij de voltooiing van het nieuwe gebouw : 1682-1937. 's-Gravenhage : Mouton.
- Versailles : geschiedenis van bouw en bewoners van paleis en omgeving, Amsterdam : Van Kampen, 1939.
- Vijftig eeuwen bouw-, beeldhouw- en schilderkunst : een inleiding tot de westerse kunstgeschiedenis in haar voornaamste uitingen. Met Johan Anton van der Boom, Zutphen : Thieme, 1949

Artikelen, een selectie
- "Wat is de Academie? Oorsprong, betekenissen en gebruik van het woord bij de voltooiing van het Haagse gebouw", Het Vaderland : staat- en letterkundig nieuwsblad, 's-Gravenhage, 28-09-1938.

Over het werk van Plantenga
- A. van der Boom, "Prof. Dr Ir J.H. Plantenga ; Als architect, kunsthistoricus en directeur van de Haagsche Academie." in: De Gids, Volume 106, 1942. p. 137-147.
- Ad van der Steur. "Bij het werk van Dr.Ir. J.H. Plantenga", in: Bouwkundig Weekblad, 1929 (Jg. 50, nr. 36, p. 281-287